# Barney Ewell
Harold Norwood "Barney" Ewell, född 25 februari 1918 i Harrisburg i Pennsylvania, död 4 april 1996 i Lancaster i Pennsylvania, var en amerikansk friidrottare.
Ewell blev olympisk mästare på 4 x 100 meter vid sommarspelen 1948 i London.